# Alfred Wilke (Politiker)

Alfred Wilke

Fritz Alfred Paul Wilke (* 9. März 1902 in Magdeburg-Sudenburg; † 6. Juni 1993 in Tetenbüll) war ein deutscher Politiker (NSDAP).

## Leben
Wilkes Vater war Buchhalter. Nach dem Besuch der Bürger- und Mittelschule machte Alfred Wilke eine Lehre als Buchhandler und arbeitete seit 1922 als Buchhändler.
Im November 1926 trat Wilke in Neubrandenburg in die NSDAP (Mitgliedsnummer: 47.653) und 1931 in die SA ein. Ab 1936 war er Kreisleiter in Güstrow und ab Anfang Dezember 1937 leitete er das Reichspropagandaamt Mecklenburg und Schwerin.
Am 31. Mai 1939 trat Wilke im Nachrückverfahren für den verstorbenen Friedrich Graf von der Schulenburg als Abgeordneter in den nationalsozialistischen Reichstag ein, in dem er bis zum Ende der NS-Herrschaft den Wahlkreis 35 (Mecklenburg) vertrat.
Im Mai 1945 wurde Wilke von der US-Militärpolizei verhaftet und interniert. Im Mai 1948 wurde er von der Spruchkammer in Bielefeld zu zweieinhalb Jahren Haft verurteilt, die Internierungshaft wurde auf die Strafe angerechnet.
Wilke lebte mindestens 1948 in Wesselburenerkoog und war später Büroangestellter.